# Metopius dentatus
Metopius dentatus är en stekelart som först beskrevs av Fabricius 1779.  Metopius dentatus ingår i släktet Metopius och familjen brokparasitsteklar. Utöver nominatformen finns också underarten M. d. flavipes.

## Bildgalleri

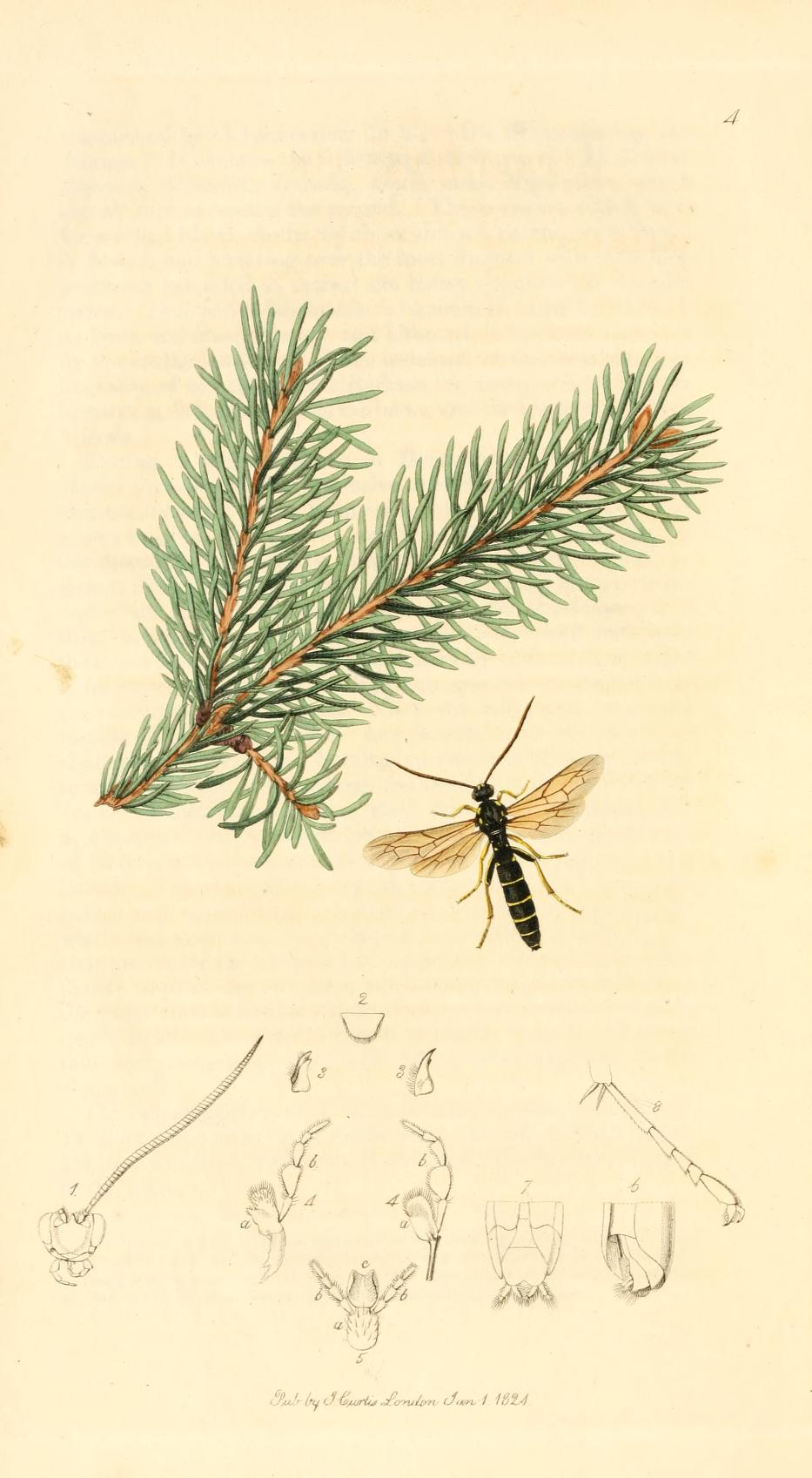
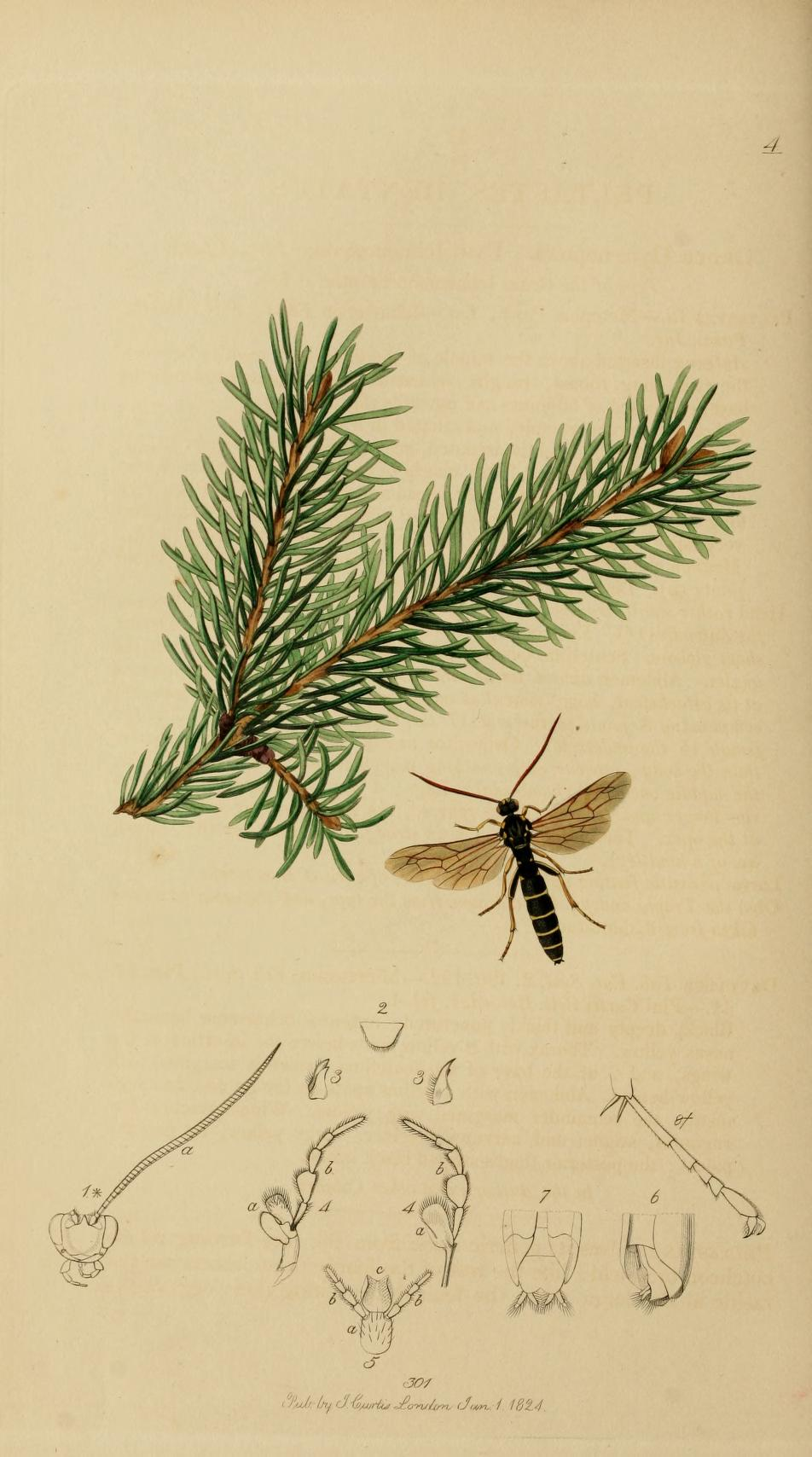